# 武尊少林
《武尊少林》(The Heroes From Shaolin)，是香港無綫電視1993年拍攝的電視連續劇，全劇共20集，由溫兆倫、黎姿、張兆輝、梁小冰領銜主演，劉家輝、羅樂林、白彪聯合主演，並由李寧、郭藹明特別演出，監製楊錦泉。劇集遠赴河南省少林寺實地拍攝，並特別邀請中國體操王子李寧首次拍劇飾演「普照」。主題曲由徐嘉良作曲，黃霑填詞，溫兆倫主唱。

## 故事大綱
少林寺兩大至高無上秘典「易筋經」與「洗髓經」被盜，第一武僧普照（ 李寧飾 ）喬裝查訪，途中與清廷特務組織六扇門的成員阿雪（ 郭藹明飾 ）漸生情愫。經一番爭奪，普照奪回「易筋經」，但因誤殺無辜，甘願成十八銅人，而阿雪雖得到「洗髓經」，卻被主人連坤（ 白彪飾 ）所殺。
端木家與白家兩個武林世家經常發生爭鬥，白家年青公子白世芬（ 溫兆倫飾 ）與端木家的嬌嬌女端木嬌（ 黎姿飾 ）更是鬥氣冤家，在不知不覺間端木嬌更愛上了世芬。端木嬌雖生性刁蠻，但富正義感，對同母異父，被受端木家冷落的兄長孔提（張兆輝飾）格外關懷。兩家的一次決戰中，孔提以偷學的端木家功夫救了世芬，因而被逐出門。世芬與孔提上少林學武，並在少林寺結識了尚悟真，原來悟真是四皇子胤禛，混入少林偷取秘笈，即為日後之雍正帝（ 羅樂林飾 ）。
世芬被派下山找回「洗髓經」，途中救了被追捕的少女楚夢色（ 梁小冰飾 ），世芬對夢色一見鍾情。原來夢色本為連坤之妻，因苦練從連坤手上偷走的「洗髓經」而回復青春容貌。世芬最終雖完成任務，將「洗髓經」送回少林寺，然而此時雍正已登基為帝，為求長生不老，竟要求少林交出經書，否則下令火燒少林，究竟少林最後能否避過這場大災劫呢？

## 演員表
- 溫兆倫 飾 白世芬
- 張兆輝 飾 孔　提
- 黎　姿 飾 端木嬌
- 梁小冰 飾 楚夢色
- 羅樂林 飾 雍　正
- 白　彪 飾 連　坤
- 李　寧 飾 普　照
- 郭藹明 飾 阿　雪
- 林尚武 飾 康　熙
- 蔡國慶 飾 可　鑑/主　持
- 曹　濟 飾 法　濟
- 黃宗賜 飾 阿　泰
- 潘文柏 飾 阿　禮
- 鄭英龍 飾 阿　褀
- 黃智賢 飾 龍　爺
- 江　漢 飾 白顯堂
- 夏　萍 飾 白太君
- 鄭繼忠 飾 二　棍
- 楊健武 飾 三　棍/阿　柏
- 邵卓堯 飾 釋　智
- 羅　莽 飾 法　輪
- 羅　維 飾 春
- 郭城俊 飾 夏
- 黃煒林 飾 秋
- 李海生 飾 叛　徒
- 謝月美 飾 芬　母
- 劉桂芳 飾 白慕娥
- 陶大宇 飾 端木宏
- 張英才 飾 端木良
- 駱應鈞 飾 端木義
- 林　威 飾 鐵　虎
- 廖麗麗 飾 白慕儀
- 馬德鐘 飾 鐵　柱
- 劉家輝 飾 法　燈
- 李麗麗 飾 妙音師太
- 徐廣林 飾 金吊桶
- 游　飇 飾 阿　仁
- 鄭君寧 飾 阿　松
- 鄭繼宗 飾 阿　康
- 王翠玉 飾 妙音弟子
- 陸麗燕 飾 妙音弟子
- 黃文標 飾 顧大人/連坤手下
- 曾令茵 飾 妙音弟子
- 曾慧雲 飾 嬌乳娘
- 亦　羚 飾 妓　女
- 李桂英 飾 海　明
- 李衛民 飾
- 李耀敬 飾 樁米六
- 黃智賢 飾 童千斤
- 何璧堅 飾 二叔公
- 鄭　嵐 飾 小　翠
- 羅慧虹 飾 牡　丹
- 梁美鳳 飾 胭　脂
- 馬麗紅 飾 蝶　蝶
- 郭卓樺 飾 日月教弟子
- 周　凌 飾 鴇　婆
- 吳列華 飾 瑩
- 戴偉光 飾 班　主
- 何國英 飾 師　夫
- 文少峰 飾 武生甲
- 馬　仔 飾 武生乙
- 麗　華 飾 武生丙
- 白文彪 飾 武生丁
- 吳雪兒 飾 花旦甲
- 董　嵐 飾 花旦乙
- 黃志偉 飾 泰拳師
- 江　興 飾 相僕手
- Jen Sam 飾 西洋劍手
- 戴少民 飾 坤手下
- 陳燕航 飾 女　僕
- 林家棟 飾 坤手下
- 孫季卿 飾 御　醫
- 陳勉良 飾 太　監
- 黃振寧 飾 武館弟子
- 虞天偉 飾 荷　官
- 麥樹桑 飾 日月教長老
- 潘樹基 飾 日月教弟子
- 鄧煜榮 飾 老　板
- 劉煒全 飾 小　二
- 陳淦豪 飾 正　道
- 張鴻昌 飾 曹　標
- 歐瑞偉 飾 恆　道
- 余袁穩 飾 長老甲
- 陳國權 飾 長老乙
- 計祥龍 飾 長老丙
- 胡志明 飾 慧　通
- 方偉明 飾 慧　德
- 劉　洵 飾 至　善
- 馮瑞珍 飾 四　婆
- 王偉樑 飾 軍　醫
- 黃文標 飾 坤手下
- 麥翠嫻 飾 呂四娘
- 葉振聲 飾 悟　心
- 飾 臣子甲
- 凌　漢 飾 臣子乙
- 羅　鴻 飾 高　僧

## 外部連結
- 《武尊少林》 GOTV 第1集重溫